# 100 Deeds for Eddie McDowd
100 kỷ tích của Eddie McDowd (tiếng Anh: 100 deeds for Eddie McDowd) là một phim truyền hình do hãng Nickelodeon phát hành giai đoạn 1999 - 2002 tại New York.

## Nội dung
Eddie McDowd là một học sinh ngỗ ngược, chuyên đi bắt nạt các bạn nhỏ cùng trường và gần nhà. Có một hôm, Eddie gặp một ông thợ khoan bí ẩn, người tỏ ra rất khó chịu với hành vi của cậu ta. Thế là ông phù phép biến Eddie thành chó và giao hẹn: Trên đời chỉ có một kẻ thường hiểu được giọng Eddie, đồng thời Eddie phải lập đủ 100 kỷ tích thì mới được thành người.
Thời gian sau đó, Eddie phải làm thú nuôi ở nhà cậu bé Justin Taylor - một trong những nạn nhân của Eddie. Eddie từ chứng kiến đến bị lôi vào cuộc trong gia cảnh dở mếu dở cười của Justin. Nhưng giữa hai đứa dần nảy nở một tình bạn khắng khít không thể chia rời.

## Nhân vật
- Edward "Eddie" McDowd
- Justin Taylor
- Gwen Taylor
- Tori Sloan
- Doug Taylor
- Lisa Taylor
- Sariffa Chung
- The Drifter
- Spike Cipriano
- Flaco
- Agt. Elizabeth Marcus
- Caesar
- Salvatore/Sal
- Gigi

## Tập phim

### Mùa 1 (1999–2000)
| TT. tổng thể | TT. trong mùa phim | Tiêu đề                      | Đạo diễn            | Biên kịch                                                                                                   | Ngày phát hành gốc   | Mã sản xuất |
| --- | ------------------ | ---------------------------- | ------------------- | --- | -------------------- | ----------- |
| 1 | 1                  | "Tagged"                     | Paul Hoen           | Teleplay by: Steven H. Berman & Thomas W. Lynch Story by: Steven H. Berman & Mitchel Katlin & Nat Bernstein | 16 tháng 10 năm 1999 | 101         |
| Eddie McDowd has been terrorizing his school and his town for many years picking on little kids and other teenagers he doesn't like. One day after he picks on a new kid he meets up with a mysterious drifter who somehow knows about Eddie. As punishment he turns Eddie into a dog. The only way he will ever get back to his human form is to perform 100 good deeds. The only one who can hear Eddie speak is the last kid he bullied. |                    |                              |                     | |                      |             |
| 2 | 2                  | "Dog Gone"                   | Paul Hoen           | Thomas W. Lynch                                                                                             | 23 tháng 10 năm 1999 | 105         |
| When Eddie is left tied up in the back yard, he gets loose and retaliates by trashing the house, then he runs away back to his own house. Only, when he gets there he learns his parents are gone and won't be back until he does his 100 good deeds. He sets out to do those things, but can't seem to get them right. And he get a good deed in the end.                                                                                  |                    |                              |                     | |                      |             |
| 3 | 3                  | "Dog Day Out"                | Gil Shilton         | Brian Kahn                                                                                                  | 26 tháng 10 năm 1999 | 103         |
| Though Eddie can't fool his master, he can fool his master's father. So well, in fact, that he takes Eddie to the doctor. Eddie then thinks he's found the love of his life. There's only one problem: She's a dog. |                    |                              |                     | |                      |             |
| 4 | 4                  | "All Howls Eve"              | Paul Hoen           | Andrew Gottlieb                                                                                             | 29 tháng 10 năm 1999 | 106         |
| After Eddie breaks an expensive bowl, Doug grounds Justin because he didn't tie up the dog before he went to school. This puts a damper on Eddie and Justin's Halloween plans. But Eddie convinces Justin to sneak out and pull some pranks that Eddie think are homeless. Meanwhile, Doug calls his wife, who's out of town on business,Mi begging her to help him.                                                                        |                    |                              |                     | |                      |             |
| 5 | 5                  | "Slam Punk"                  | Sean Astin          | Brian Kahn                                                                                                  | 13 tháng 11 năm 1999 | TBA         |
| Doug has his work cut out for him. His daughter asks him for a $150 watch. he tells her to get a job, which makes her very upset. Justin, meanwhile, has his heart set on making the basketball team. Unfortunately, his tormentors are on the team and do everything they can to keep him off the team. When Justin tells his father, he tries to give Justin fatherly advise. Instead, Justin decides to listen to the dog.               |                    |                              |                     | |                      |             |
| 6 | 6                  | "Cheaters Sometimes Prosper" | Allison Liddi       | Lance Whinery                                                                                               | 20 tháng 11 năm 1999 | TBA         |
| 7 | 7                  | "Mutts and Robbers"          | Brian Roberts       | Terry Maloney Haley & Mindy Morgenstern                                                                     | 18 tháng 12 năm 1999 | TBA         |
| Eddie mistakingly steals a bag of stolen money. Now Justin and Eddie must get the money to the authorities while proving who the robber is. Not an easy feat! Meanwhile, Gwen is sick and fights with her dad over control of the television. |                    |                              |                     | |                      |             |
| 8 | 8                  | "Dog Years"                  | Paul Hoen           | Gloria Ketterer                                                                                             | 31 tháng 12 năm 1999 | TBA         |
| 9 | 9                  | "Puppy Love"                 | Gil Shilton         | Barry Gurstein & David Pitlik                                                                               | 8 tháng 1 năm 2000   | TBA         |
| 10 | 10                 | "The Students Are Revolting" | Christopher Coppola | Andrew Gottlieb                                                                                             | 22 tháng 1 năm 2000  | TBA         |
| 11 | 11                 | "False Hero"                 | Gil Shilton         | David Pitlik & Barry Gurstein                                                                               | 29 tháng 1 năm 2000  | TBA         |
| 12 | 12                 | "A Dog's Life"               | Tim O'Donnell       | Andrew Gottlieb & Thomas W. Lynch                                                                           | 5 tháng 2 năm 2000   | TBA         |
| 13 | 13                 | "Return of Gigi"             | Gil Shilton         | Jerry Colker                                                                                                | 12 tháng 2 năm 2000  | TBA         |
| 14 | 14                 | "Meet the New Boss"          | Christopher Coppola | Mindy Morgenstern & Terry Maloney Haley                                                                     | 19 tháng 2 năm 2000  | TBA         |
| 15 | 15                 | "Lie Like a Dog"             | Steve Dubin         | Brian Kahn                                                                                                  | 26 tháng 2 năm 2000  | TBA         |
| 16 | 16                 | "April Fools"                | Kim Fields          | Terry Maloney Haley & Mindy Morgenstern                                                                     | 1 tháng 4 năm 2000   | TBA         |
| 17 | 17                 | "Good Cop, Bad Dog"          | TBA                 | TBA | 8 tháng 10 năm 2000  | 115         |
| 18 | 18                 | "Big Dog"                    | Carl Gottlieb       | David Pitlik & Barry Gurstein                                                                               | 15 tháng 10 năm 2000 | TBA         |
| 19 | 19                 | "Fur Better or Worse"        | Allison Liddi       | Thomas W. Lynch & Andrew Gottlieb                                                                           | 22 tháng 10 năm 2000 | TBA         |
| 20 | 20                 | "A Very Canine Christmas"    | Brian Roberts       | Andrew Gottlieb                                                                                             | 5 tháng 12 năm 2000  | TBA         |

### Mùa 2 (2001)
| TT. tổng thể | TT. trong mùa phim | Tiêu đề                           | Đạo diễn            | Biên kịch                                                           | Ngày phát hành gốc  | Mã sản xuất | Người xem tại US (triệu) |
| ------------ | ------------------ | --------------------------------- | ------------------- | ------------------------------------------------------------------- | ------------------- | ----------- | ------------------------ |
| 21           | 1                  | "Homeward Hound, Part 1 Deed #87" | Rich Wafer          | Teleplay by: Tim Hill & Mike Rubiner Story by: Thomas W. Lynch      | 27 tháng 1 năm 2001 | TBA         |                          |
| 22           | 2                  | "Homeward Hound, Part 2 Deed #87" | Rich Wafer          | Teleplay by: Tim Hill & Mike Rubiner Story by: Thomas W. Lynch      | 27 tháng 1 năm 2001 |             |                          |
| 23           | 3                  | "Personal Trainer Deed #84"       | Rich Wafer          | Susan Nirah Jaffee                                                  | 3 tháng 2 năm 2001  |             |                          |
| 24           | 4                  | "Eddie Loves Tori Deed #86"       | TBA                 | TBA                                                                 | 10 tháng 2 năm 2001 |             |                          |
| 25           | 5                  | "A Star is Born Deed #83"         | Jonathan Winfrey    | Teleplay by: Bob Rosenfarb & Bob Mittenthal Story by: Bob Rosenfarb | 17 tháng 2 năm 2001 |             |                          |
| 26           | 6                  | "Matchmaking Mutt Deed #82"       | Steve Dubin         | Jayne Hamil                                                         | 24 tháng 2 năm 2001 |             |                          |
| 27           | 7                  | "So Shoe Me Deed #81"             | Topper Carew        | Teleplay by: Rick Groel Story by: Tim Hill                          | 3 tháng 3 năm 2001  |             |                          |
| 28           | 8                  | "Sick as a Dog Deed #80"          | Christopher Coppola | Jay Martel                                                          | 10 tháng 3 năm 2001 |             |                          |
| 29           | 9                  | "Ruby Deed 79"                    | Steve Dubin         | Alison Taylor                                                       | 17 tháng 3 năm 2001 |             |                          |
| 30           | 10                 | "Whistle a Happy Tune Deed 78"    | Steve Dubin         | Jay Martel                                                          | 24 tháng 3 năm 2001 |             |                          |
| 31           | 11                 | "You Talk Too Much Deed #77"      | Courtney Selan      | Bob Mittenthal                                                      | 7 tháng 4 năm 2001  |             |                          |
| 32           | 12                 | "Eye of the Mongrel Deed #76"     | Christopher Coppola | Jed Spingarn                                                        | 14 tháng 4 năm 2001 |             |                          |

### Mùa 3 (2002)
| TT. tổng thể | TT. trong mùa phim | Tiêu đề                                   | Đạo diễn            | Biên kịch                           | Ngày phát hành gốc  | Mã sản xuất | Người xem tại US (triệu) |
| ------------ | ------------------ | ----------------------------------------- | ------------------- | ----------------------------------- | ------------------- | ----------- | ------------------------ |
| 33           | 1                  | "Doggie Do Right Deed 68"                 | TBA                 | TBA                                 | 3 tháng 3 năm 2002  | TBA         |                          |
| 34           | 2                  | "Fowl deeds Deed 74"                      | TBA                 | TBA                                 | 10 tháng 3 năm 2002 |             |                          |
| 35           | 3                  | "Slapshot Deed 66"                        | Topper Carew        | Jim Hecht                           | 17 tháng 3 năm 2002 |             |                          |
| 36           | 4                  | "Dog Interrupted deed 72"                 | TBA                 | TBA                                 | 24 tháng 3 năm 2002 |             |                          |
| 37           | 5                  | "Welcome to the Doghouse deed 70"         | Steve Dubin         | Tim Hill                            | 31 tháng 3 năm 2002 |             |                          |
| 38           | 6                  | "Teachers Pet peeved Deed 64, 67,65 & 69" | Patrick Williams    | Scott Fellows                       | 7 tháng 4 năm 2002  |             |                          |
| 39           | 7                  | "Deep Blue Deed Deed 62"                  | Christopher Coppola | Kevin Kopelow and Heath Seifert     | 14 tháng 4 năm 2002 |             |                          |
| 40           | 8                  | "Lost and Found Deed 60" "Found and Dead" | Steve Dubin         | Jonas E. Agin & Anthony S. Cipriano | 21 tháng 4 năm 2002 |             |                          |

## Hậu trường
Năm 2004, bộ phim được hứa hẹn thực hiện một phiên bản mới nhằm kế tục thành công của các mùa trước. Tuy nhiên, do kinh phí được dành phần lớn cho một dự án khác của hãng Nickelodeon nên nguyện vọng này phải hủy.